# ジェムソン・アイリッシュ・ウイスキー

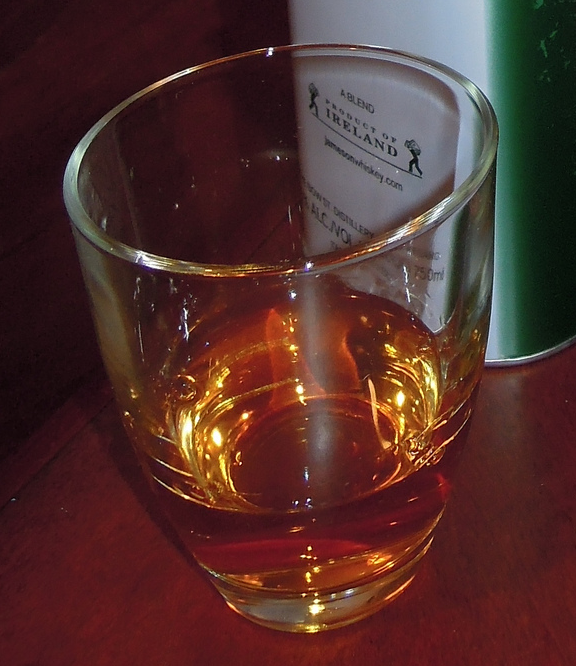
ジェムソン・アイリッシュ・ウィスキー

ジェムソン・アイリッシュ・ウィスキー、通称ジェムソン(英語: Jameson)はペルノ・リカール社の子会社であるアイリッシュ・ディスティラーズ社で製造されるブレンド・アイリッシュ・ウイスキーの一つである。輸入元のペルノ・リカール・ジャパンは「ジェムソン」の日本語表記を採用しているが、「ジェイムソン」を採用する出版物もある。
アイリッシュ・ディスティラーズ社の母体となるジョン・ジェムソン・アンド・サン・アイリッシュ・ウイスキー会社は1810年に設立された。ジョン ・ジェムソンとその息子（同じくジョン・ジェムソン）がダブリンにあったボウ・ストリート蒸留所（もともとジェムソンの妻のいとこの実家であるスタイン家が1780年に設立していた）の経営権を取得したことが始まりである。ジェムソンは、スコットランドのクラクマンナンシャー州アロア出身の弁護士であったが、ヘイグ蒸留所を所有していたヘイグ家の娘であるマーガレット・ヘイグと結婚した。マーガレット・ヘイグは、スコットランドで蒸留所を経営する同じくクラクマンナンシャー出身の一族のスタイン家のいとこにあたる。スタイン家は、スコットランドとダブリンで手広くウイスキー造りを行っていた。1786年にマーガレット・ヘイグと結婚したジョン・ジェムソンは、妻と共にダブリンに移り、マーガレットのスタイン家のおじに代わって、ボウ・ストリート蒸留所（1780年設立）の経営に携わることになった。このように、ジェムソンが、ボウ・ストリート蒸留所で製造したウイスキーの販売を始めたことから、この蒸留所が設立された1780年をもってジェムソン・アイリッシュ・ウイスキー事業の始まりとすることが沿革に記されることとなった。サー・ヘンリー・レイバーンの手になるジョン・ジェムソンとマーガレットの肖像画が、アイルランド国立美術館に収められている。
ジェムソン・ウイスキーは、もともと、ダブリンのウイスキーの主要6銘柄の一つだったのだが、今はコークで製造されている。 2013年の出荷量は、470万ケース（5,640万本）であった。ジェムソン・ウイスキーは、19世紀の初めに国際マーケットに進出して以来、今では世界で売上高断然一位を誇るアイリッシュ・ウイスキーである。中でも アメリカがジェムソン・ウイスキーの最大の市場で、2013年には当市場でのジェムソン・ウイスキーの消費量は12％上昇した。

## 会社の歴史
スコットランド人実業家であったジョン・ジェムソンは、1786年に、スタイン家が所有していたボウ・ストリート蒸留所（当時の生産量3万ガロン/年）の経営者となった。その後、19世紀 になる前までに、同蒸留所を年100万ガロンを誇るアイルランドで最大の、世界でも最大手のウイスキー会社へ成長させた。当時のダブリンはウイスキー生産の世界の中心地であった。ウイスキーは、ラム酒についで、世界でもっとも愛好されている蒸留酒だったこともあって、1805年には、ジェムソン・ウイスキーは生産量世界一の地位を得ることとなった。現在、ジェムソン・ウイスキーは、単一の蒸留所で生産されたウイスキーとしては世界三位にランクされている。
現在に至るまでさまざまな歴史的な出来事によって、ジェムソン社は一時事業の後退を余儀なくされることがあった。アイルランドの禁酒運動により国内では大きな打撃を受け、国際市場では大きな二つの事件が生じた。その一つは、アイルランド独立戦争とそれに続いて起きた英国との貿易戦争である。英国は、ジェムソン社ウイスキーの イギリス連邦への輸出を禁止した。もう一つは、すぐその後に起きたアメリカ合衆国における禁酒法の施行である。スコッチ ・ブランドのウイスキーがカナダやアメリカ合衆国の国境の過通が許されたのに対し、ジェムソン・ウイスキーは、カナダとアメリカという巨大市場から何年ものあいだ閉め出されたのである。

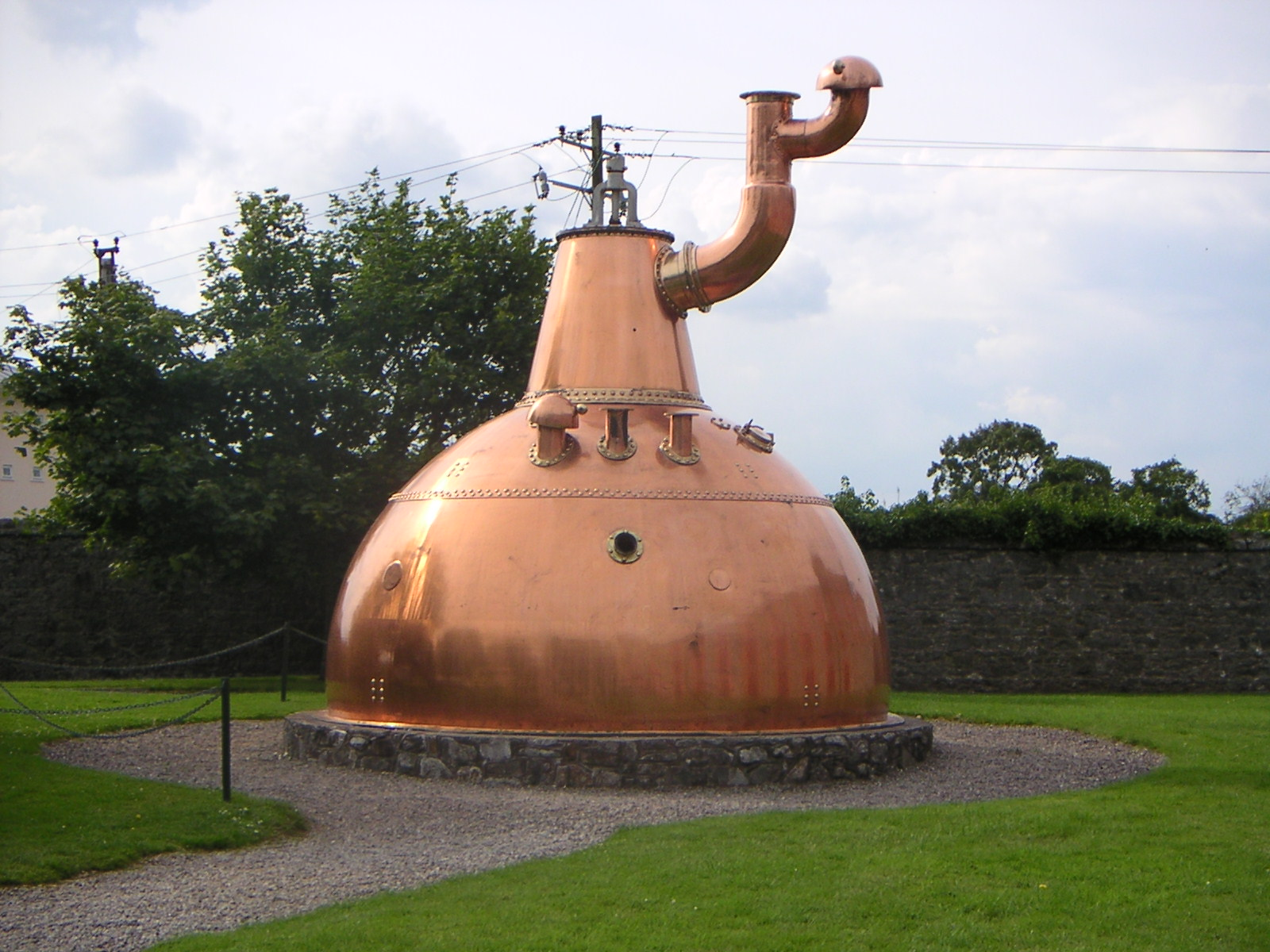
コークのジェムソン蒸留所にある昔からの単式蒸留器

19世紀の半ばにスコッチ・ブレンド・ウイスキーのメーカーが連続式蒸留器を採用したことにより、ウイスキーの大量生産が可能となったが、アイルランドでは 従来どおりの労働集約的な単式蒸留器によるウイスキー造りが行われていたため、スコッチ・ウイスキーとの競合に勝つことができなかった。1908年に、ウイスキーを商品としてどう定義するかについて業界で審議が行われたが、いくつかの行政区でスコットランドの製造業者が勝訴することとなり、スコッチ・ブレンド・ウイスキーは、正式に商業ウイスキーとして認められることになった。一方、アイルランドでは、とくにジェムソン社では、単式蒸留器による伝統的なウイスキー造りが長年にわたり継続された。
ジョン・ジェムソン社は、1966年に、コーク・ディスティラーズ社とジョン・パワーズ社と合併し、アイリッシュ・ディスティラーズ・グループが設立された。その後、1976年には、ニュー・ミドルトン・ディスティラリーがコークの郊外に新設されたことにともない、ボウ・ストリートとジョンズ・レーンにあったジェムソンのダブリンの蒸留所は閉鎖されることになった。現在、このミドルトン蒸留所では、ジェムソン、ミドルトン、パワーズ、レッドブレスト、スポットやパディーなどのブランドのアイリッシュ・ウイスキーのほとんどが製造されている。パディー銘柄の原産地である旧ミドルトン蒸留所に新たに施設が付け加えられ、そこは、ジェムソン・ウイスキーの体験訪問センターとして利用されている。さらには、アイリッシュ・ウイスキー協会の本部が置かれている。1988年には、フランスのアルコール製品の巨大複合企業であるペルノ・リカール社がアイリッシュ・ディスティラーズを買収したことにより、ジェムソンのブランドも同社が獲得することになった。ダブリンのスミスフィールドの近くにあるボウ・ストリートの旧ジェムソン蒸留所は、いまではツアー客を受け入れ、試飲ができる博物館になっている。
2008年、ミネアポリスにあるアイリッシュ・パブのザ・ローカルは、671 ケース（22 本/日）のジェムソン・ウイスキーを売り上げたとされる。このパブは、ジェムソン・ウイスキーを提供するパブとして四年連続で世界一の地位を維持している。

## 種類

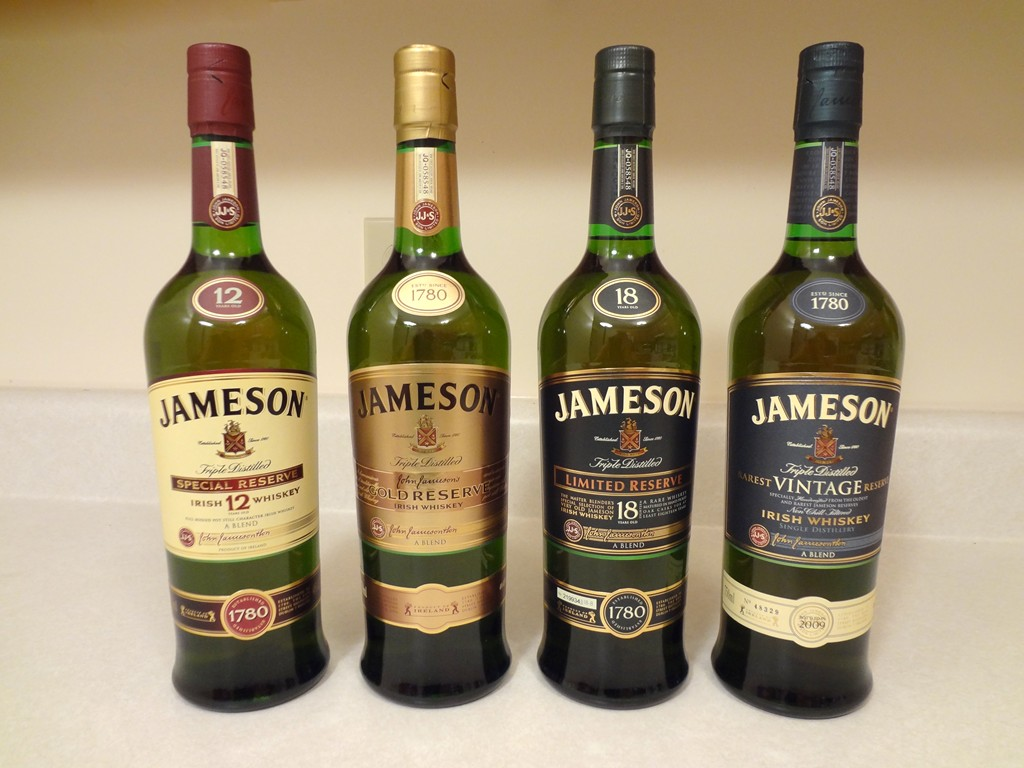
Jameson Special Reserve, Gold Reserve, Limited ReserveとRarest Vintage Reserve

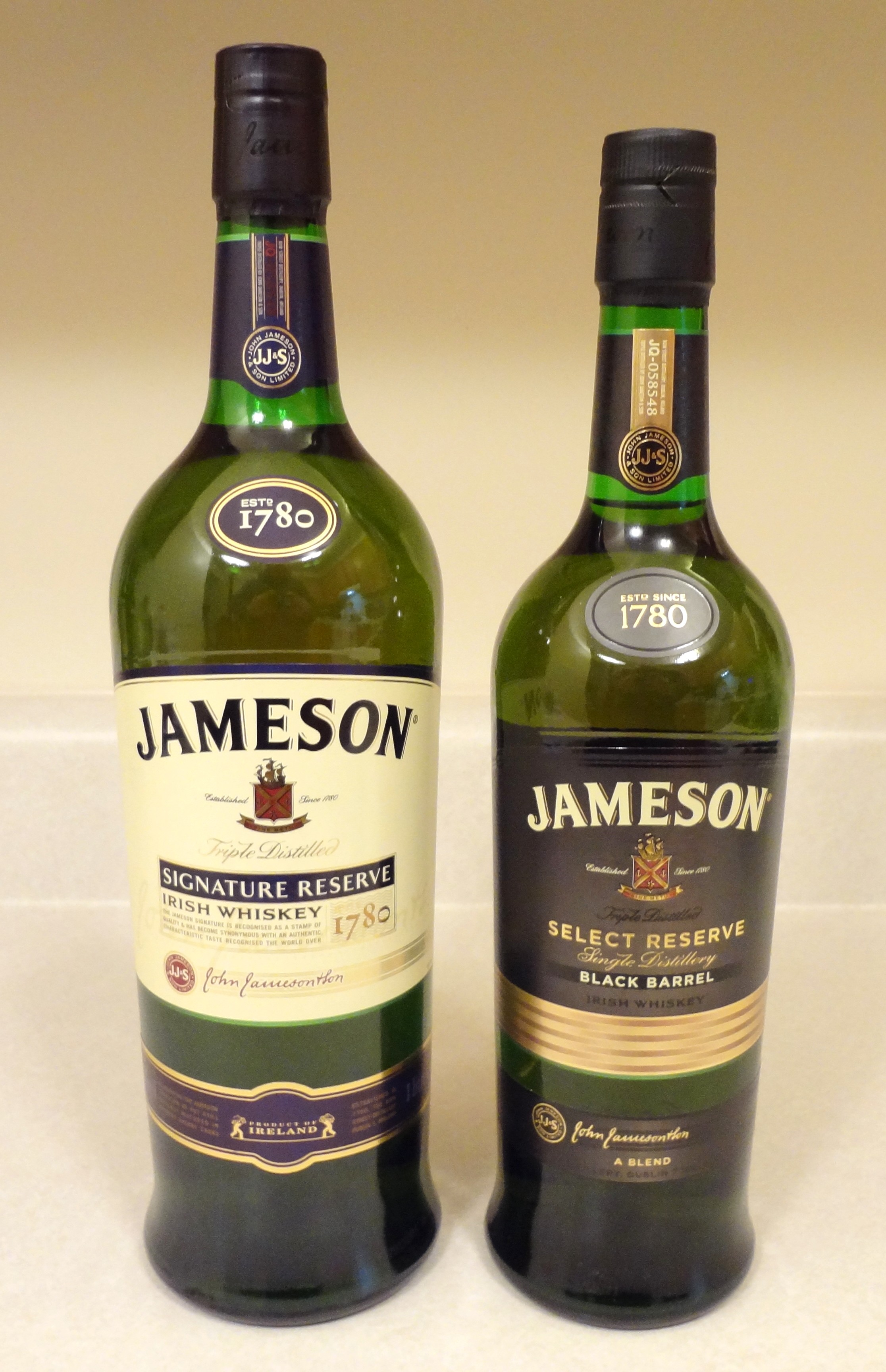
Jameson Signature ReserveとJameson Black Barrel Select Reserve

### 国内で通年販売されているもの
- ジェムソン スタンダード[11]
- ジェムソン スタウトエディション - ジェムソンを熟成した樽でクラフトビールを寝かせ、その樽で後熟したもの[12]。以前はカスクメイツとして流通していた[13]。
- ジェムソン ブラック・バレル - バーボン樽とシェリー樽で熟成。バーボン樽には独自のチャーリングを施したブラック・バレルを使用している[14]。
- ジェムソン シングルポットスチル - バーボン樽、シェリー樽、新樽（アイリッシュオーク、ヨーロピアンオーク、アメリカンオーク）の5種類の樽を使用している[15]。Eコマース限定[16]。
- ジェムソン IPAエディション[17]
- ジェムソン コールドブリュー - コーヒーのフレーバードウイスキー(リキュール)。イオン限定[18]。

### その他
- Jameson 12 Year Old Special Reserve (旧Jameson 1780)
- Jameson 12 Year Old Distillery Reserve[19]
- Jameson Gold Reserve
- Jameson 18 Year Old Limited Reserve
- Jameson Rarest Vintage Reserve
- Jameson Signature Reserve

## 製造プロセス
ジェムソン・ウイスキーは、グレーン・ウイスキーとシングル・モルト・ウイスキー、それとシングル・ポットスチル・ウイスキーと呼ばれる、大麦麦芽と発芽前の生の（グリーンの）アイルランド産の大麦を混ぜた原料から造られるウイスキーをブレンドしたものである。これら原料はすべて、コークの蒸留所の半径50マイル以内の地域から調達される。大麦は、天然ガス（昔は無煙炭）を燃焼させた密閉式のキルンで乾燥される。この方法は、いくつかのスコッチ・ウイスキーの蒸留所が行っているように、キルンをピートで焚くことにより、ピートの風味を添加させる伝統的な造製造法とは対照的である。

## 受賞歴
ジェムソンの製品、特にその 18-Year とRarest Reserve はさまざまな国際的な蒸留酒コンテストで高い評価を得ている。18-Yearは、サンフランシスコ・ワールド・スピリッツ世界コンペティションにおいて2005年から2010年のあいだ連続して金賞および最優秀金賞を受賞しており、Rarest Reserve も同コンテストで金賞と最優秀金賞を受賞している。Rarest Reserveは、また、プルーフ66で世界のトップ20のウイスキーに選出されている。

## 人物
ジョン・ジェムソンは、また、発明家グリエルモ・マルコーニ の曽祖父でもある。